# Castillo de Los Velez
Castillo de Los Velez är ett slott i Spanien.   Det ligger i provinsen Murcia och regionen Murcia, i den sydöstra delen av landet, 400 km sydost om huvudstaden Madrid. Castillo de Los Velez ligger 68 meter över havet.
Terrängen runt Castillo de Los Velez är varierad. Havet är nära Castillo de Los Velez söderut.  Närmaste större samhälle är Mazarrón, 0,30 km nordost om Castillo de Los Velez. Trakten runt Castillo de Los Velez består till största delen av jordbruksmark.